# سام ترافيس
سام ترافيس (بالإنجليزية: Sam Travis) هو لاعب كرة قاعدة أمريكي، ولد في 27 أغسطس 1993 في شيكاغو في الولايات المتحدة.

## وصلات خارجية
- سام ترافيس على موقع دوري كرة القاعدة الرئيسي (الإنجليزية)
- سام ترافيس على موقعبيزبول رفرنس.كوم (الدوري الرئيسي) (الإنجليزية)
- سام ترافيس على موقعبيزبول رفرنس.كوم (الدوري الثانوي) (الإنجليزية)
- سام ترافيس على موقع إي إس بي إن.كوم (أم.أل.بي) (الإنجليزية)
- سام ترافيس على موقع مشجعي الرسوم البيانية (الإنجليزية)